# 澄虚道院
澄虚道院，俗称“圣堂”，位于中国江苏省昆山市周庄镇中市街82号，面对普庆桥，创建于北宋元祐年间。明清年间陆续扩建。玉皇阁、文昌阁系道土胡天羽化缘募捐扩建，时间在清康熙二十五年（1686年）和三十年（1691年）。圣帝阁系道士蒋南纪建造，建于乾隆十六年（1751年）。至此建筑群规模达到前后三进，占地1500平方米。1994年8月，澄虚道院大修。  
1997年5月15日，澄虚道院公布为昆山市文物保护单位。